# Agnieszka Przystańska
Agnieszka Przystańska – polska stomatolog, doktor habilitowana nauk medycznych, profesor nadzwyczajny Wydziału Medycznego Uniwersytetu Medycznego im. Karola Marcinkowskiego w Poznaniu.

## Życiorys
Absolwentka stomatologii na Uniwersytecie Medycznym im. Karola Marcinkowskiego w Poznaniu (1994). 12 maja 2004 uzyskała stopień naukowy doktora nauk medycznych, a 16 maja 2018 uzyskała stopień doktora habilitowanego.
Obecnie pracuje na stanowisku adiunkta na Uniwersytecie Medycznym im. Karola Marcinkowskiego w Poznaniu; Wydział Medyczny; Instytut Biostrukturalnych Podstaw Nauk Medycznych oraz pełni funkcję prodziekana Wydziału Medycznego Uniwersytetu Medycznego im. Karola Marcinkowskiego w Poznaniu.
Agnieszka Przystańska jest nauczycielem akademickim z ponad 20 letnim doświadczeniem w nauczaniu anatomii oraz laureatką nagród dydaktycznych za nauczanie w języku polskim i języku angielskim.